# Колтунов, Валентин Сергеевич
Валентин Сергеевич Колтунов (1924 — ? (не ранее 2008)) — российский учёный, доктор технических наук, специалист в области химии радиоактивных элементов, лауреат премии им. В. Г. Хлопина АН СССР (1986).

## Биография
Родился 14 сентября 1924 г. в с. Лиски Воронежской губернии.
Окончил Московский химико-технологический институт (1950), инженер физико-химик.
С 1951 до конца 1990-х гг. во ВНИИНМ (ВНИИ неорганических материалов): аспирант, инженер, м.н.с., начальник группы, с.н.с., с 1975 начальник лаборатории радиоактивных источников излучения.
Научные интересы:
- кинетика и механизм окислительно-восстановительных реакций актинидных, платиновых, осколочных и других элементов;
- технология переработки отработанного ядерного топлива.

Доктор технических наук, профессор. Автор более 300 научных трудов и 14 изобретений.
Сочинения:
- Кинетика окислительно-восстановительных реакций урана, нептуния, плутония в водном растворе [Текст]. — Москва : Атомиздат, 1965. — 319 с. : граф.; 21 см.
- Кинетика реакций актиноидов [Текст] : Окисление и восстановление ионов урана и трансурановых элементов в растворах. — Москва : Атомиздат, 1974. — 312 с. : черт.; 26 см.
- Ядерное противостояние [Текст] : события, факты / [авт. кол.: В. С. Колтунов и др.]; под ред. В. С. Колтунова ; Ин-т стратегической стабильности госкорпорации по атомной энергии «Росатом». — Москва ; Саранск : Красный Октябрь, 2014. — 342 с. : цв. ил., портр.; 30 см; ISBN 978-5-7493-1763-3.

Соавтор книги:
- Ядерное оружие и национальная безопасность. М.: Институт стратегической стабильности Росатома. 2008. 217с.

Лауреат премии им. В. Г. Хлопина АН СССР (1986).
Семья: жена, трое детей.